# Richard Celis
Richard Enrique Celis Sánchez (Maracaibo, 23 aprile 1996) è un calciatore venezuelano, attaccante del Téc. Universitario e della nazionale venezuelana

## Carriera

### Club
Il 3 gennaio 2019 viene acquistato a titolo definitivo dalla squadra venezuelana del Caracas.

### Nazionale
Nel 2021 ha esordito in nazionale.

## Statistiche

### Presenze e reti nei club
Statistiche aggiornate al 24 luglio 2025.
| Stagione             | Squadra              | Campionato           | Campionato | Campionato | Coppe nazionali | Coppe nazionali | Coppe nazionali | Coppe continentali | Coppe continentali | Coppe continentali | Altre coppe | Altre coppe | Altre coppe | Totale | Totale |
| Stagione             | Squadra              | Comp                 | Pres       | Reti       | Comp            | Pres            | Reti            | Comp               | Pres               | Reti               | Comp        | Pres        | Reti        | Pres   | Reti   |
| -------------------- | -------------------- | -------------------- | ---------- | ---------- | --------------- | --------------- | --------------- | ------------------ | ------------------ | ------------------ | ----------- | ----------- | ----------- | ------ | ------ |
| 2013-2014            | Atlético Venezuela   | PD                   | 2          | 0          | CV              | 0               | 0               | -                  | -                  | -                  | -           | -           | -           | 2      | 0      |
| 2016                 | JBL del Zulia        | PD                   | 32         | 5          | CV              | 2               | 0               | -                  | -                  | -                  | -           | -           | -           | 34     | 5      |
| 2017                 | JBL del Zulia        | PD                   | 15         | 1          | CV              | 0               | 0               | -                  | -                  | -                  | -           | -           | -           | 15     | 1      |
| Totale JBL del Zulia | Totale JBL del Zulia | Totale JBL del Zulia | 47         | 6          |                 | 2               | 0               |                    | -                  | -                  |             | -           | -           | 49     | 6      |
| feb.-mag. 2018       | Senica               | SL                   | 6          | 0          | CS              | 0               | 0               | -                  | -                  | -                  | -           | -           | -           | 6      | 0      |
| 2018-gen. 2019       | Senica               | SL                   | 8          | 0          | CS              | 0               | 0               | -                  | -                  | -                  | -           | -           | -           | 8      | 0      |
| Totale Senica        | Totale Senica        | Totale Senica        | 14         | 0          |                 | 0               | 0               |                    | -                  | -                  |             | -           | -           | 14     | 0      |
| 2019                 | Caracas              | PD                   | 42         | 11         | CV              | 2               | 1               | CL+CS              | 4+4                | 0+1                | -           | -           | -           | 52     | 13     |
| 2020                 | Caracas              | PD                   | 21         | 5          | CV              | 0               | 0               | CL+CS              | 5+2                | 0+0                | -           | -           | -           | 28     | 5      |
| 2021                 | Caracas              | PD                   | 17+11      | 12+4       | CV              | 0               | 0               | CL                 | 3                  | 1                  | -           | -           | -           | 31     | 17     |
| 2022                 | Millonarios          | CP                   | 19         | 1          | CC              | 2               | 0               | CL                 | 2                  | 0                  | -           | -           | -           | 23     | 1      |
| 2023                 | Caracas              | PD                   | 21+6       | 2+1        | CV              | 0               | 0               | CS                 | 1                  | 0                  | -           | -           | -           | 28     | 3      |
| Totale Caracas       | Totale Caracas       | Totale Caracas       | 118        | 35         |                 | 2               | 1               |                    | 19                 | 2                  |             | -           | -           | 139    | 38     |
| 2024                 | Academia P.C.        | PD                   | 20+5       | 2+2        | CV              | 1               | 0               | CS                 | 3                  | 0                  | -           | -           | -           | 29     | 4      |
| 2024-2025            | East Bengal          | ISL                  | 6          | 0          | SC              | 1               | 0               | AFC2+ACL           | -+2                | -+0                | DC          | -           | -           | 9      | 0      |
| giu.-dic. 2025       | Téc. Universitario   | A                    | 3          | 0          | CE              | 0               | 0               | -                  | -                  | -                  | -           | -           | -           | 3      | 0      |
| Totale carriera      | Totale carriera      | Totale carriera      | 234        | 46         |                 | 8               | 1               |                    | 26                 | 2                  |             | -           | -           | 268    | 49     |

## Palmarès

### Club

#### Competizioni nazionali
- Campionato venezuelano: 1

Caracas: 2019